# City Football Group
City Football Group Limited (CFG) — футбольный холдинг, принадлежащий шейху Мансуру Аль Нахайяну, младшему брату президента Объединённых Арабских Эмиратов и эмира Абу-Даби Мохаммеда Аль Нахайяна. Основан в 2013 году и зарегистрирован в Великобритании. Группа получила своё название от футбольного клуба «Манчестер Сити», своего флагманского актива, и выступает в качестве материнской компании клуба.
CFG владеет долями в клубах Бразилии, Италии, Нидерландов, Соединённых Штатов, Австралии, Индии, Японии, Испании, Уругвая, Китая, Бельгии и Франции.

## История корпорации
Компания была создана в мае 2013 года. Её главой с момента основания является Халдун Аль Мубарак. Одним из инициаторов создания компании стал бывший вице — президент ФК «Барселона» по экономическим вопросам Ферран Сориано.
Сориано впервые задумался об идее создания подобной организации, находясь в каталонском клубе, начав с создания зарубежных академий под брендом «Барса».
Руководство CFG ставит своей главной задачей раскрытие ярких молодых талантов и последующую помощь в развитии их способностей и карьерного продвижения.
С самого основания корпорации инвесторы проводили параллели между City Football Group и идеями Феррана Сориано, изложенными в его книге 2011 года «Цель: мяч не попадает случайно», в которой он отметил тот факт, что естественная эволюция клубных брендов заключалась в их расширении по всему миру, и что это может включать создание франчайзинговых команд в зарубежных лигах.
В его книге продолжалось изложение идеи о том, что обращение к иностранным болельщикам, у которых не было прочно укоренившихся внешних привязанностей, было важным аспектом роста бизнеса спортивных брендов, и что предоставление этим болельщикам внутренней поддержки наряду с их европейским клубом и членством в нём может способствовать их большей лояльности.
Эту идею профессор Саймон Чедвик, эксперт по евразийскому спорту в бизнес-школе Emlyon и доверенное лицо Сориано, назвал «диснейфикацией».

## Команды, принадлежащие CFG
Помимо, собственно, «Манчестер Сити», в состав City Football Group также входят команды «Баия» (Бразилия), «Ломмел» (Бельгия), «Нью-Йорк Сити» (США), «Мельбурн Сити» (Австралия), «Монтевидео Сити Торке» (Уругвай), «Жирона» (Испания), «Йокогама Ф Маринос» (Япония), «Труа» (Франция), «Мумбаи Сити» (Индия), «Сычуань Цзюню» (Китай) и клуб–партнёр «Боливар» (Боливия), «Палермо» (Италия).
В 2021 году появилась информация об интересе компании к приобретению одного из коллективов Российской премьер-лиги. Позже стало известно, что CFG провела анализ работы московского «Спартака» и рассматривает вопрос о приобретении 20 % его акций в 2022 году.
City Football Group может купить один из футбольных клубов Узбекистана, заявил первый заместитель председателя Национального олимпийского комитета Отабек Умаров.

## Инвестиции в женский футбол
Согласно статистике, у четырёх из одиннадцати команд, входящих в CFG, существуют женские подразделения. К 2021 году женскую команду планировал создать «Монтевидео Сити Торке», а «Нью-Йорк Сити» прорабатывал возможность создания женского клуба с 2014 года.
В Манчестере и Мельбурне на средства City Football Group были построены отвечающие всем стандартам комфорта и безопасности тренировочные базы для женских коллективов, позволяющие спортсменкам полностью сосредоточиться на спортивных результатах и не беспокоиться об условиях проживания.

## CFG и киберспорт
Стремясь поддержать растущую в мире популярность киберспорта и быть на ведущих ролях в сфере спортивных инноваций, City Football Group в 2016 году создала свою дочернюю команду по футбольному онлайн — симулятору FIFA, подписав контрактное соглашение с профессиональным киберспортсменом Кираном Брауном, чтобы представлять «Манчестер Сити» на турнирах по игре и мероприятиях для болельщиков, а также создавать цифровой контент для своих официальных профилей в социальных сетях.
В апреле 2017 года о создании своего киберспортивного отделения объявил ФК «Нью-Йорк Сити».